# Proveïment participatiu

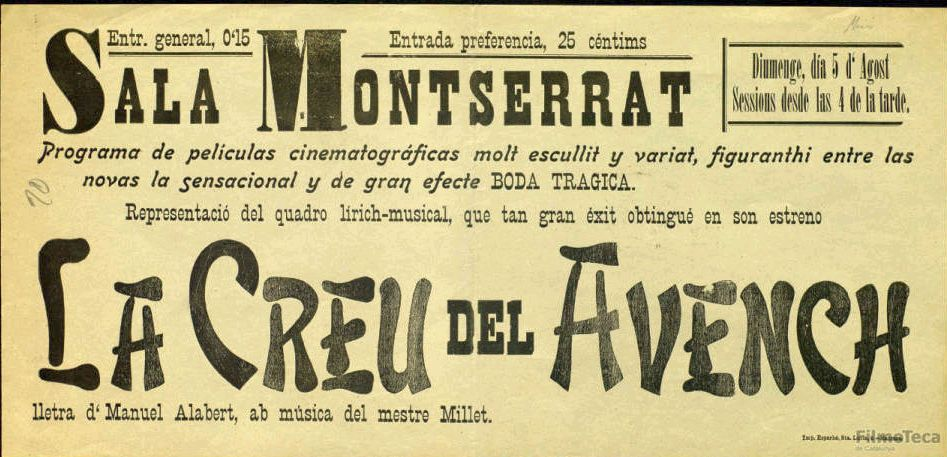
Cartellera cinematogràfica inclosa per la Filmoteca de Catalunya en el projecte de proveïment participatiu Transcriu-me!!

El proveïment participatiu o, en anglès, crowdsourcing, consisteix a externalitzar tasques, que tradicionalment realitzava una persona treballadora o contractista, a un grup nombrós de persones o una comunitat a través d'una convocatòria oberta. Potser el tipus més popular de proveïment participatiu és el micromecenatge.
Segons Matt Evans, aprofita les idees del món per a que les empreses puguin treballar mitjançant un procés de disseny ràpid i usualment a un cost relativament baix. Així, s'ha fet popular entre les empreses com a forma abreviada de la tendència a impulsar la col·laboració massiva habilitada per les tecnologies Web 2.0 per aconseguir objectius de negoci.
Tanmateix, els seus models de negoci subjacents han generat controvèrsia i crítiques.

## Etimologia
En anglès, crowdsourcing  és una contracció de les paraules crowd (multitud) i outsourcing (externalització).
La paraula crowdsourcing va aparèixer per primer cop l'any 2006, en l'article de Jeff Howe "The Rise Of Crowdsourcing" ("L'auge del proveïment participatiu"), publicat a la revista Wired.

## Definicions
Per a Jeff Howe, un dels primers autors a emprar el terme en anglès, el proveïment participatiu depèn essencialment del fet que, com que és una convocatòria oberta a un grup indeterminat de persones, reuneix a les persones més aptes per dur a terme les tasques, respondre davant dels problemes complexos i contribuir amb les idees més fresques i rellevants a les seves aportacions. Per exemple, es podria convidar al públic a dur a terme una tasca de disseny ("disseny basat en la comunitat" i disseny participatiu distribuït), a millorar o a dur a terme els passos d'un algoritme (vegeu "computació basada en humans"), o ajudar a capturar, sistematitzar o analitzar grans quantitats de dades (vegeu també "ciència ciutadana" i "comunitat de pràctica").
Els autors Enrique Estellés-Arolas i Fernando González Ladrón-de-Guevara van intentar construir una definició pròpia després d'estudiar quaranta definicions:
 "El proveïment participatiu és un tipus d'activitat participativa en línia en la qual un individu, una institució, una organització sense ànim de lucre o una companyia proposa a un grup d'individus de coneixement, heterogeneïtat i número variable, a través d'una convocatòria oberta, l'inici voluntari d'una tasca. La realització d'aquesta tasca, de complexitat variable i on les persones que hi participen han d'aportar el seu treball,  diners, coneixement i/o experiència, sempre suposa un benefici mutu. L'usuari o usuària rebrà la satisfacció d'una necessitat concreta; ja sigui aquesta econòmica, de reconeixement social, d'autoestima o de desenvolupament de les capacitats individuals, mentre que qui ho externalitza obtindrà i utilitzarà per al seu propi benefici econòmic l'aportació de l'usuari o usuària." 

## Tipus
Les aportacions en el proveïment participatiu poden venir d'estudiants, aficionats que fan servir el seu temps lliure, d'experts o petites empreses. Les ajudes poden arribar aportant capital, participant en votacions o d'altres maneres. Alguns tipus d'estratègies en el proveïment participatiu són:
- Micromecenatge (finançament col·lectiu).
- Crowdcreation (creació col·lectiva).
- Crowdvoting (votació col·lectiva).
- Crowd wisdom (saviesa col·lectiva).

## A Internet
El proveïment participatiu és una activitat que, gràcies a la xarxa, ha aconseguit tenir un efecte força important en moltes empreses, ja que aquestes han aconseguit posar-se en contacte directe amb els seus clients i saber de primera mà quines eren les seves opinions o les seves demandes. La facilitat de tenir un espai que permeti interaccionar amb l'usuari ha ajudat a impulsar una sèrie de projectes on es busca una col·laboració massiva; sent la Viquipèdia o el portal de vídeos Youtube dos exemples d'aquesta pràctica.